# Buddleja globosa

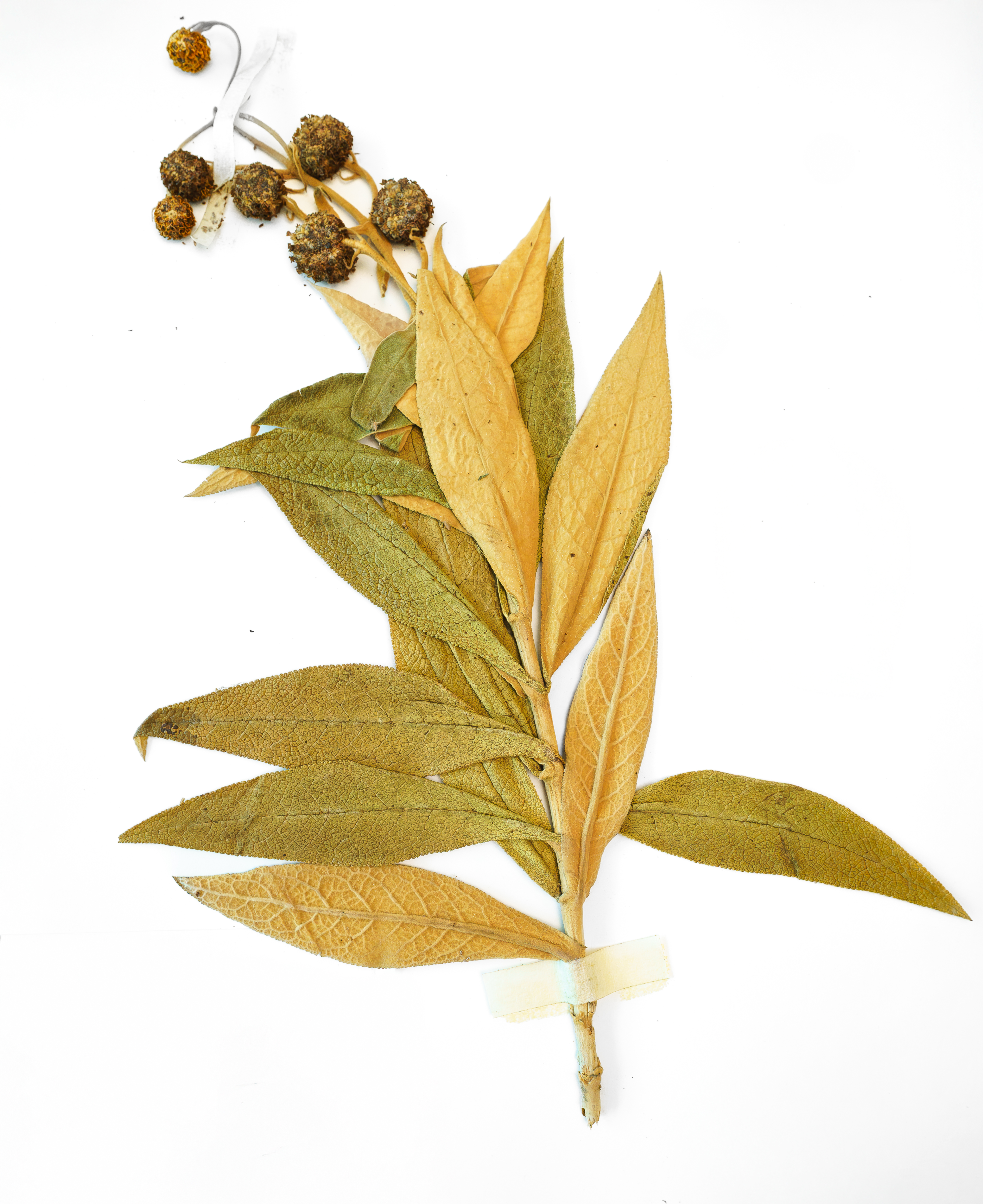
Testigo depositado en el Herbarío SQF.

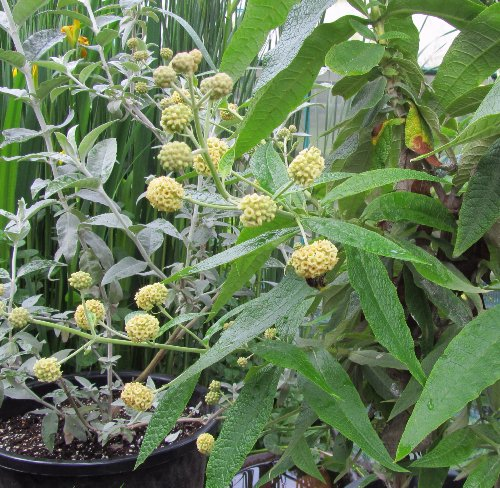
Buddleja globosa (Inflorescencia)

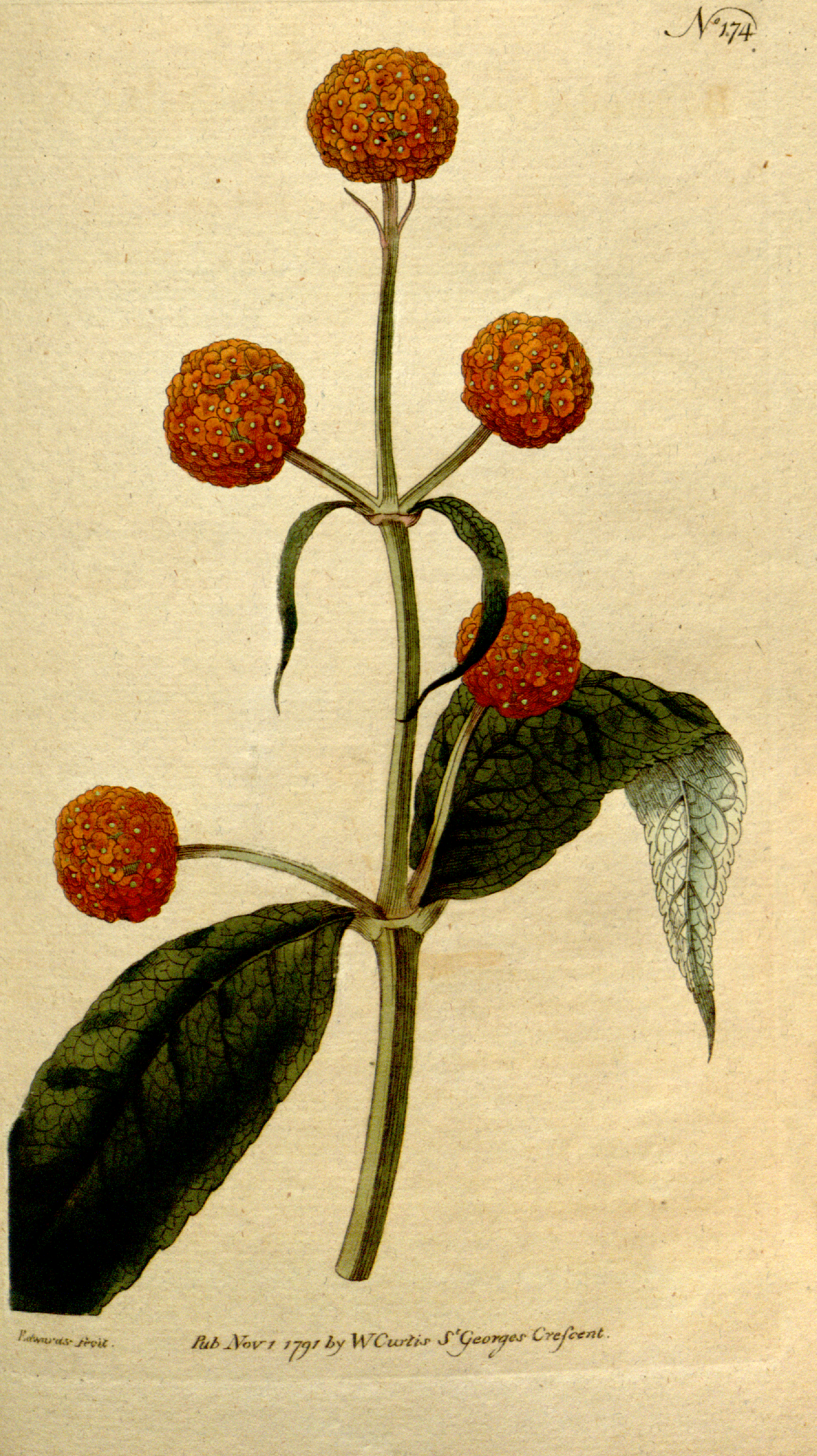
Ilustración de B. globosa (The Botanical Magazine)

Buddleja globosa Hope (Scrophulariaceae) es una planta medicinal originaria de Argentina, Perú y Chile. En Argentina, su distribución se observa más hacia el sur, mientras que los dos últimos países se distribuyen ampliamente, principalmente crece en el bosque laurifolio y en el bosque siempre verde. En Chile, específicamente, se puede encontrar desde Santiago hasta la patagonia, en lugares húmedos o en caminos cordilleranos. 

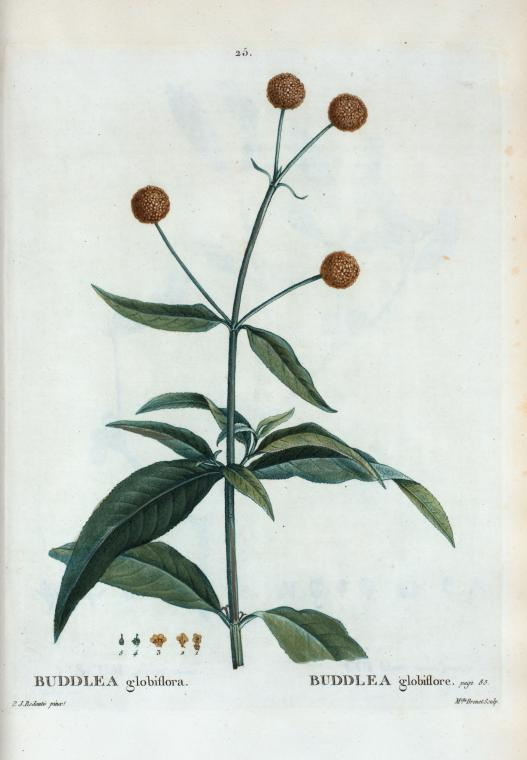
Ilustración de B. globosa (Pierre-Joseph Redouté)

## Descripción
Arbusto perenne que alcanza de 1,5 a 3 metros de altura, con tallos subleñosos de color amarillo. Posee hojas lanceoladas, opuestas, que pueden alcanzar desde 3 a 15 cm de longitud y desde 1 a 5 cm de ancho. Las hojas son rugosas, de un color verde oscuro por el haz y verde blanquecino por el envés, con una nervadura muy evidente y agudas en la punta. Sus flores tubulares, especialmente aromáticas, se desarrollan en inflorescencias globosas de tonalidades anaranjadas, amarillas y rojas, organizadas en cabezuelas de 1 a 2 cm de largo. Su fruto consiste en una cápsula de 3 mm de diámetro y además posee múltiples semillas poliédricas, que no superan 1 mm de longitud. Florece de noviembre a enero.

## Taxonomía
Buddleja globosa (Scrophulariaceae) descrita por John Hope y publicado en Verhandelingen uitgegeeven door de hollandse maatschappy der weetenschappen, te Haarlem 20(2): 417–418, pl. 11. 1782.
Etimología
Buddleja: nombre genérico otorgado en honor de Adam Buddle, botánico y rector en Essex, Inglaterra.
globosa: epíteto latino que significa "esférica, con forma de globo".
Sinonimia
- Buddleja capitata Jacq.
- Buddleja connata Ruiz & Pav.
- Buddleja globifera Duhamel
- Buddleja globosa Lam.

### Usos
La medicina popular le atribuye propiedades cicatrizantes, es así como la infusión de las hojas es usada en forma tópica para el tratamiento de cicatrización de heridas, de quemaduras, inflamaciones y úlceras externas. Además, la administracion oral se ha utilizado como diurético, antiinflamatorio, para úlceras internas, dolores estomacales, entre otros.
En la actualidad se comercializan productos para mascotas y caballos en base al extracto de matico. Productos como sprays y champús de matico de la marca Kawell y Kelev  han mostrado muy buenos resultados en la recuperación de lesiones en piel y mucosa oral. Estos productos están en el mercado desde el año 2011 y su éxito radica en la alta proporción de extracto en sus productos.

## Nombres comunes
- matico, palguín, pañil, paiquil o acerillo.[8]
- paguhín de Chile, palquín de Chile, salvia real de México.[9]

### Estudios Farmacológicos
La evaluación farmacológica de extractos seriados obtenidos a partir de las hojas ha permitido demostrar propiedades antiinflamatorias (vía oral y tópica), analgésica, cicatrizante, antimicrobiana, actividad gastroprotectora y antioxidante de la Buddleja globosa Hope.
Extractos de la planta obtenidos con hexano, diclorometano y metanol demonstraron propiedades antiinflamatorias y analgésicas, las cuales parecen estar relacionadas principalmente con el verbascósido (fenilpropanoide), con la luteolina-7-O-glucósido (flavonoide) y con otros triterpenoides.
En cuanto a la actividad antimicrobiana, se ha observado que los iridoides presentes en Buddleja globosa poseen propiedades antibacterianas. Particularmente, los fenilpropanoides, como el verbascósido, han demostrado un efecto bactericida significativo.
Respecto a la actividad gastroprotectora, estudios demontraron que extractos y infusiones de la planta pueden acelerar la recuperación de úlceras crónicas de la mucosa gástrica , además indican que esta actividad esta realcionada  con saponinas y flavonoides.
Se ha descrito que infusiones y tinturas de la Buddleja globosa presentan actividad antioxidante debido a la presencia de compuestos fenólicos, actuando en la prevención de la peroxidación lípidica.

### Composición química
La buddleja globosa H. presenta en su composición química iridoides, como la aucubina, el catalpol y el O-metil catalpol. En cuanto a los flavonoides, se menciona como principal representante la escutelarena, acompañada de otros como la linarina, luteolina y 6-hidroxiluteolina. Dentro de los fenilpropanoides, se destacan el verbascósido (que corresponde a un trisacárido) y el echinacosido, que es un disacárido. Respecto a los triterpenos, se encuentran presentes compuestos como friedelinol, friedelina, epifriedelanona, δ-amirenona y dammaradienilo. El aceite escencial se encontra principalmente sesquiterpenos (γ-gurjuneno, β-bisaboleno, trans-β-farneseno y β-sesquifelandreno), además de parafinas de entre 18 y 29 carbonos y ésteres metílicos de ácidos grasos. Finalmente, otros compuestos identificados incluyen guayanólidos, eupatorina, eupatilina, estigmasterol y diterpenos como los ácidos 15-HO-7-labdenoico. La composición química puede variar dependiendo de la época del año en que ocurrió la recolección.